# Вашингтонська декларація
Вашингтонська декларація (повна назва — Декларація незалежності чехословацького народу тимчасового уряду Чехословаччини) (чеськ. Washingtonská deklarace (Prohlášení nezávislosti československého národa jeho prozatímní vládou československou), словац. Washingtonská deklarácia (Prehlásenie nezávislosti československého národa dočasnou vládou československou)) — декларація лідерів чехів і словаків у вигнанні, написана Томашем Гаррігом Масариком 13—16 жовтня 1918 року у Вашингтоні і вперше опублікована 18 жовтня 1918 року в Парижі. Декларація проголосила незалежність Чехо-Словацької держави.
Вашингтонська декларація відкинула можливість федеральної перебудови Австро-Угорщини і проголосила самостійність Чехо-Словацької держави, основними принципами якої були оголошені ідеали сучасної демократії. Декларація проголосила: новостворена держава буде республікою, що гарантує повну свободу совісті, віри, слова, друку і зборів, а також право на подавання петицій. Релігія відділялася від держави.
Декларація гарантувала рівне виборче право для обох статей, пропорційне представництво меншин в управлінні державою, визначила принципи парламентської демократії, заміну постійної армії міліцією і оголосила план з проведення широкої соціальної та економічної реформи, що передбачала, зокрема, скасування дворянських титулів.
У декларації використовувався термін «чехословацький народ», чим вона відрізнялася від попередніх клівлендської і піттсбурзької угод, в яких писалося про два народи, чехів і словаків.
Декларацію підписали:
- Томаш Гарріг Масарик — як прем'єр-міністр і міністр фінансів;
- Мілан Растіслав Штефаник — як міністр національної оборони;
- Едвард Бенеш — як міністр закордонних і внутрішніх справ.

Одночасно з публікацією Вашингтонської декларації міністр закордонних справ Австро-Угорщини Дьюла Андраші, надіслав президенту Сполучених Штатів Вудро Вільсону ноту (нота Андраші), в якій йшлося про готовність його країни прийняти умови миру зі США і згоду з визнанням прав чехословаків і югославів. Австро-Угорський імператор Карл I видав того ж дня маніфест «Моїм вірним австрійським народам», в якому пропонував зберегти цілісність Австро-Угорщини і запропонував федеративний устрій майбутньої Австрії. У той час, однак, імперія була вже на грані розпаду.